# Australia and New Zealand Banking Group
The Australia and New Zealand Banking Group Limited (ASX:ANZ, NZX: ANZ), även kallad ANZ, är den fjärde största banken i Australien efter National Australia Bank, the Commonwealth Bank och Westpac Banking Corporation. Största delen av ANZ:s marknad är Australien. Banken är dock den största banken på Nya Zeeland, där den är mer känd som ANZ National Bank Limited. Banken arbetar där under namnen ANZ och National Bank of New Zealand.